# William Dendinger
William Joseph Dendinger (ur. 20 maja 1939 w Coleridge, Nebraska) – amerykański duchowny katolicki, w latach 2004–2015 biskup Grand Island w metropolii Omaha.

## Życiorys
Urodził się jako najmłodszy z szóstki rodzeństwa. Wychowywał się na farmie swych rodziców. Do kapłaństwa przygotowywał się w Conception w Missouri, a także w Dubuque w Iowa. 29 maja 1965 przyjął święcenia kapłańskie i został kapłanem archidiecezji Omaha. Początkowo pracował jako nauczyciel, a następnie został kapelanem w United States Air Force. Służył tam do emerytury przez 31 lat. W latach 1997–2001 był naczelnym kapelanem Air Force. Dosłużył się stopnia generała majora). Po zakończeniu służby wojskowej został proboszczem jednej z parafii w Omaha.
14 października 2004 otrzymał nominację na ordynariusza diecezji Grand Island w płn.-zach. części Nebraski. Sakry udzielił mu ówczesny metropolita Omahy Elden Curtiss.
14 stycznia 2015 papież Franciszek przyjął jego rezygnację z pełnionego urzędu, złożoną ze względu na wiek.